# Сан-Мартіню-де-Сардора
Сан-Мартіню-де-Сардора (порт. São Martinho de Sardoura; МФА: [ˈsɐ̃w maɾ.ˈti.ɲu dɨ saɾ.ˈdo.ɾɐ]) — парафія в Португалії, у муніципалітеті Каштелу-де-Пайва. Розташована в західній частині країни, на теренах історичної португальської провінції Бейра. Входить до складу округу Авейру. За адміністративним поділом, чинним до 1976 року, терени парафії були складовою провінції Берегове Дору. Належить до Авейрівської діоцезії Католицької церкви. Патрон — Мартин Турський. Площа — 4,3122 км². Населення — 1931 ос. (2011). Слабо урбанізований регіон. Густота населення — 447,8 осіб/км²
. Код — 010608.

## Географія

Каштелу-де-Пайва (2013)

## Населення
| Кількість мешканців | Кількість мешканців | Кількість мешканців | Кількість мешканців | Кількість мешканців | Кількість мешканців | Кількість мешканців | Кількість мешканців | Кількість мешканців | Кількість мешканців | Кількість мешканців | Кількість мешканців | Кількість мешканців | Кількість мешканців | Кількість мешканців |
| ------------------- | ------------------- | ------------------- | ------------------- | ------------------- | ------------------- | ------------------- | ------------------- | ------------------- | ------------------- | ------------------- | ------------------- | ------------------- | ------------------- | ------------------- |
| 1864                | 1878                | 1890                | 1900                | 1911                | 1920                | 1930                | 1940                | 1950                | 1960                | 1970                | 1981                | 1991                | 2001                | 2011                |
| 476                 | 562                 | 623                 | 639                 | 667                 | 660                 | 735                 | 792                 | 938                 | 1.135               | 1.304               | 1.605               | 1.813               | 1.931               | 1.931               |